# Hadogenes troglodytes
Hadogenes troglodytes — вид скорпіонів родини Hemiscorpiidae.

## Поширення
Вид поширений в ПАР, Ботсвані, Зімбабве та Мозамбіку. Живе у напівпосушливих районах з скелястими виступами.

## Опис
Тіло завдовжки до 21 см. Вважався найбільшим видом скорпіонів, поки не виявлено екземпляр Heterometrus swammerdami завдовжки 23 см.

## Підвиди
- Hadogenes troglodytes crassicaudatus Hewitt, 1918
- Hadogenes troglodytes dentatus Hewitt, 1918
- Hadogenes troglodytes letabensis Werner, 1933
- Hadogenes troglodytes matoppoanus Hewitt, 1918
- Hadogenes troglodytes troglodytes (Peters, 1861)